# Kaemsechem

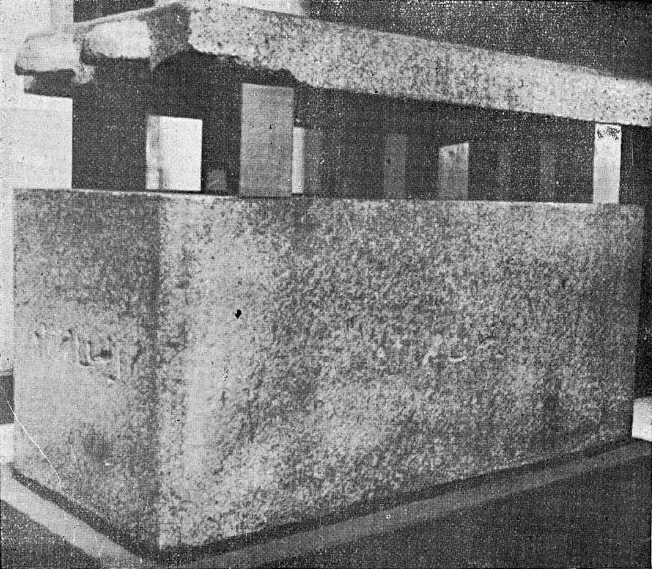
Sarkophag des Kaemsechem im Ägyptischen Museum Kairo

Kaemsechem war ein Prinz der altägyptischen 4. Dynastie. Er war ein Sohn des Wesirs Kawab und dessen Frau Hetepheres II. und somit ein Enkel von Pharao Cheops.
Kaemsechem gehört die Mastaba G 7660 auf dem Ostfriedhof der Cheops-Pyramide. Dort wurde ein Sarkophag aus Rosengranit gefunden, der sich heute im Ägyptischen Museum in Kairo befindet. Die stark zerstörten Reliefs im Grab zeigen Kaemsechem zusammen mit seiner Frau, deren Name allerdings unbekannt ist.